# La ley del «bidouble»
La ley del «bidouble» (en francés, La Loi du bidouble es una historieta de la serie Aquiles Talón, que da título al álbum número 29, editado por primera vez en 1981 por Dargaud.

## Argumento
En esta historia el profesor Samson Fo-Pli (personaje que ya salió en le Grain de la folie) invita a Aquiles Talón y a Hilarión Lefuneste para que vengan a admirar su último descubrimiento: unos cristales extraídos de un meteorito, que permiten que cualquier cosa entre en estado de levitación. Es más, gracias a su aplicación en una máquina que ha bautizado como «bidouble», los cristales permiten duplicar cualquier objeto. Pero la máquina provoca la envidia de André Pugnan-Lodyeu, personaje poco recomendable que quiere aprovecharse de este ingenio para enriquecerse personalmente...